# Unitat per les Illes
Unitat per les Illes (Unidad por las Islas) es una coalición de las Islas Baleares formada por partidos de ámbito insular y creada con motivo de las elecciones generales españolas de 2008.

## Constitución
El 22 de enero se hizo público un acuerdo entre los partidos Unió Mallorquina, Partit Socialista de Mallorca - Entesa Nacionalista, Entesa per Mallorca, la federación balear de Esquerra Republicana de Catalunya, Els Verds de Menorca y diversos partidos independientes de los distintos municipios de las Baleares para concurrir a las elecciones al Congreso de los Diputados en la circunscripción de Baleares y al Senado en la circunscripción de Mallorca (en el resto de islas, los partidos que componían Unitat per les Illes concurrieron en coalición con el PSIB-PSOE).
Su cabeza de lista era Pere Sampol, y tenía como principal objetivo acabar con el bipartidismo existente en Baleares entre el Partido Popular y el PSOE.

## Programa electoral de 2008
- Financiación e inversiones del Estado justas para las Islas Baleares
- Equiparación con Canarias del plus de insularidad para los funcionarios de las Islas Baleares
- Nuevo régimen especial de las Islas Baleares, con medidas fiscales que eliminen los sobre costes derivados de la insularidad
- Defensa de la industria tradicional, la innovación tecnológica y el comercio urbano de las Islas Baleares
- Descuento en el transporte de viajeros para los residentes no comunitarios
- Agricultura insular, respetuosa con el medio ambiente y libre de transgénicos
- Devolución del patrimonio histórico de las Islas Baleares (Toros de Costich, Armas del Rey Jaime I...)
- Impulso de la lengua catalana y políticas de igualdad lingüística
- Trabajo de calidad y acceso a la vivienda para los jóvenes de las Islas Baleares
- Políticas de igualdad para las mujeres y derechos plenos y no discriminación por razón de sexualidad

## Resultados
Unitat per les Illes obtuvo 25 576 votos (5,43 %) en las elecciones al Congreso (con 151 votos, 4,76 %, en Formentera; 676, 1,35 %, en Ibiza; 23 390, 6,21 %, en Mallorca; y 1359, 3,30 %, en Menorca). En las elecciones al Senado, sólo se presentó en Mallorca. Sus dos candidatos obtuvieron una media de 22 840 votos (4,35 %). En ninguna de las dos elecciones obtuvo representación parlamentaria. En general, sus resultados fueron significativamente inferiores a los obtenidos en 2004, por las diferentes candidaturas que integran el grupo.